# Schloss Weihmichl

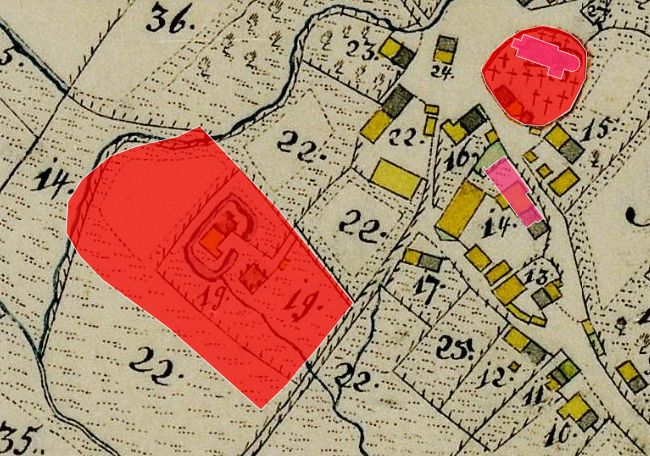
Lageplan von Schloss Weihmichl auf dem Urkataster von Bayern

Das abgegangene Schloss Weihmichl lag in der niederbayerischen Gemeinde Weihmichl im Landkreis Landshut. Die Anlage wird als Bodendenkmal unter der Aktennummer D-2-7338-0116 als „untertägige mittelalterliche und frühneuzeitliche Befunde im Bereich des abgegangenen Schlosses von Weihmichl mit einstmaligen Nebengebäuden, Gartenanlagen und Wassergraben, darunter die Spuren von Vorgängerbauten bzw. älteren Bauphasen und abgebrochenen Gebäudeteilen“ geführt.

## Beschreibung
Das Schloss Weihmichl lag 190 m südwestlich der  Pfarrkirche St. Willibald von Weihmichl in einer ehemals sumpfigen Niederung der Pfettrach und des hier in sie mündenden Edenlander Bächleins. Auf dem  Urkataster von Bayern ist Anfang des 19. Jahrhunderts ein von einem Wassergraben umschlossener Schlosskomplex zu erkennen; der Wassergraben wurde im Südosten von einer Landbrücke überquert, außerhalb des Wassergrabens befand sich noch ein weiteres Haus. Im 20. Jahrhundert wurden die letzten Teile des Schlossgrabens verfüllt, innerhalb dem das vollständig verschwundene Schloss lag. Durch Verbesserung der Wasserabführung liegt das gesamte Areal heute normalerweise trocken, wogegen bis in die 1970er Jahre mehrfache jährliche Überflutungen noch gängig waren. Heute ist das Gebiet weitgehend überbaut.